# Потоцкий, Лев Северинович
Лев Северинович Потоцкий (1789 — 10 марта 1860, Санкт-Петербург) — граф, русский дипломат из польского рода Потоцких, который основал в Крыму имение Ливадия.

## Биография
Сын Северина Осиповича Потоцкого и княжны Анны Сапега. По вероисповеданию католик. Он окончил Виленский университет со степенью магистра философии (1808).
15 марта 1808 года Потоцкий был определён актуариусом Коллегии иностранных дел, а 14 ноября причислен к русской миссии в Неаполе, 12 декабря его пожаловали в камер-юнкеры императорского двора.
Затем он служил при Венской (с 15 марта 1810 г.) и Лондонской (с 30 сентября 1812 г.) миссиях сверх штата. 8 июня 1814 г. Потоцкий был пожалован в звание камергера и 5-й класс и 11 мая 1815 г. назначен главным секретарём по иностранной переписке при временном правительстве Царства Польского. В 1818 г. Потоцкий был произведён в действительные статские советники.

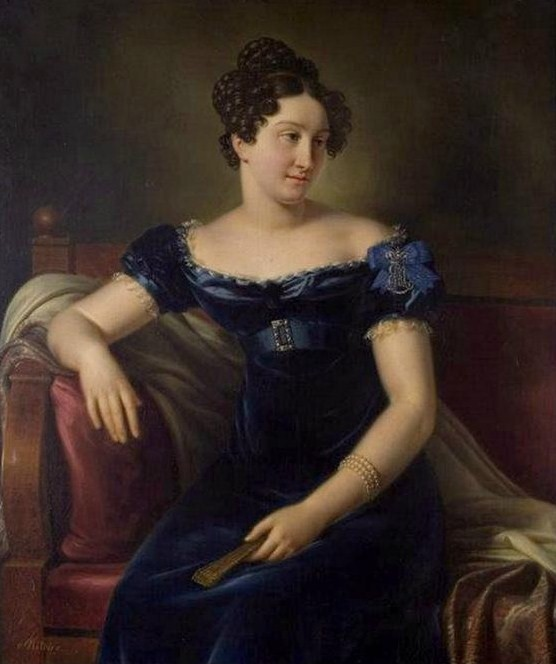
Елизавета Потоцкая (1820)

1 января 1828 г. Потоцкий состоял чрезвычайным посланником и полномочным министром при короле Португальском и 1 июля был произведён в тайные советники. 20 января 1833 г. Потоцкий был уволен от должности посланника в Лиссабоне. 20 июня 1836 г. его назначили на ту же должность в Швецию, где он пробыл до 31 мая 1839 г. и 19 августа 1841 г. был переведён чрезвычайным посланником и полномочным министром при Неаполитанском дворе, а 16 июля 1846 г. назначен членом Государственного совета (по Департаменту дел Царства Польского).
1 апреля 1847 г. он был уволен от должности посланника при Дворе короля обеих Сицилий и 21 апреля произведён в действительные тайные советники. В 1855 г. его командировали в Неаполь с известием о вступлении на престол Александра II, а в 1856 г. ему поручили состоять при великой княгине Марии Павловне во время её пребывания в Петербурге и пожаловали чин обер-гофмейстера. С 19 декабря 1835 г. Потоцкий состоял действительным членом Общества сельского хозяйства Южной России.
Умер в марте 1860 года от «органического повреждения сердца». Похоронен в присутствие императора Александра II и двора в фамильном склепе в крипте храма Посещения пресвятой девой Марией Елизаветы, расположенного на территории Выборгского римско-католического кладбища в Санкт-Петербурге.
- орден Иоанна Иерусалимского (29.01.1809),
- орден Св. Владимира 4-й (12.05.1812) и 3-й степеней (15.11.1815),
- орден Св. Станислава 2-й степени со звездой (5.10.1816),
- знаки отличия за:
  - 20 (22.08.1830)
  - 25 лет службы (22.08.1833)
  - 30 лет службы (22.08.1839)
  - 35 лет службы (22.08.1846),
- орден Анны 1 степени (5.12.1833),
- большой крест шведского ордена Полярной звезды с алмазными знаками (30.05.1838),
- орден Белого орла (11.07.1838),
- орден Александра Невского (27.11.1845),
- большой крест сицилийского ордена Януария (4.12.1845),
- большой крест сицилийского ордена Фердинанда и заслуг (13.05.1855),
- алмазные знаки к ордену Александра Невского (1.01.1856),
- темно-бронзовая медаль в память войны 1853—1856 гг. (26.08.1856),
- большой крест саксен-веймарского ордена Белого сокола (6.09.1856).

## Имение Ливадия

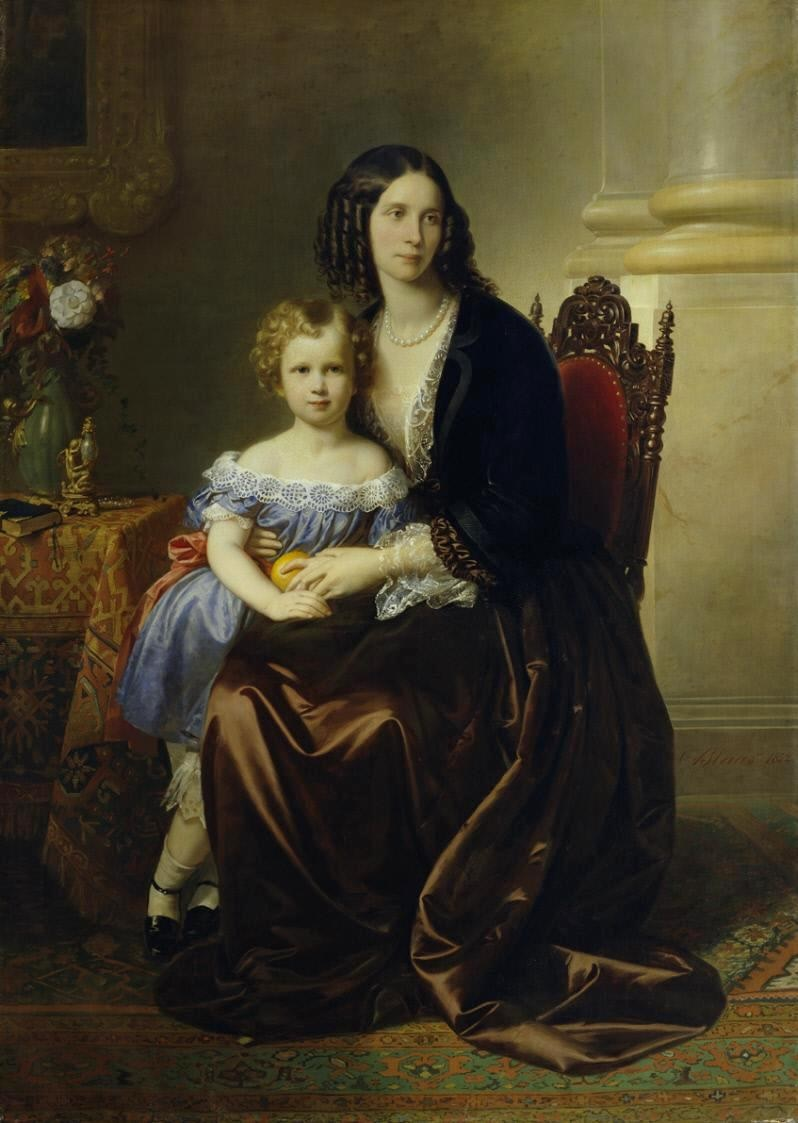
Леонилла Ланцкоронская с сыном Каролем (1852)

В 1834 г. граф Потоцкий купил в Крыму имение Ливадия. Пребывание в Неаполе сделало его поклонником и коллекционером античного искусства. Путешественники, посетившие Южный берег Крыма, отмечали, что Ливадия Потоцкого походила на маленький античный музей. После смерти Потоцкого имение выкуплено в казну, усадебный дом полностью перестроен для размещения императорской фамилии.
Парк украшали раннехристианские мраморные скульптуры и саркофаг. В одном из кабинетов дома (архитектор Ф. Ф. Эльсон) хранилась коллекция древностей из Помпей. Парк и оранжереи были предметом особой заботы и гордости владельца. Выполненные при нем планировка и украшение парка, подбор декоративных растений оказались столь удачными, что впоследствии лишь расширялись.

## Семья
Потоцкий был женат на фрейлине графине Елизавете Николаевне Головиной (1795—1867), дочери члена Государственного совета Николая Головина и мемуаристки княжны Варвары Голицыной. 
У них были дочери:
- Леонилла (1821—1893; замужем за графом Казимиром Ланцкоронским)
- Анна (1827—1885; фрейлина, замужем за графом А. Мнишеком).

## Список литературы
- Шилов Д. Н. Члены Государственного Совета Российской империи, 1801—1906: Биобиблиогр. справочник / Д. Н. Шилов, Ю. А. Кузьмин; Рос. нац. б-ка. — СПб.: Дмитрий Буланин, 2007. — 993 с. С 2007-4/36
- Русский биографический словарь. — М., [19…]. — Т. 20 — 28.
- Энциклопедический словарь Брокгауз и Ефрон: Биографии. — М., 1991. — Т. I. Ливадийский дворец [VI/2437]